# Chardine Sloof
Chardine Sloof est une biathlète néerlandaise naturalisée suédoise, née le 19 juillet 1992 à Waddinxveen.

## Biographie
Chardine Sloof qui a commencé le biathlon à l'âge de onze ans, dispute sa première compétition internationale en fin d'année 2007. Ses frères Luciën et Joël sont aussi biathlètes.
Elle découvre la Coupe du monde en janvier 2011 à Ruhpolding.
En 2012, elle devient double championne du monde junior à Kontiolahti de l'individuel et la poursuite (20/20 au tir), pour apporter à son pays ses premiers titres internationaux en biathlon puis participe pour la première fois aux Championnats du monde élite disputés à Ruhpolding.
En 2015, elle cesse de représenter les Pays-Bas et opte pour l'équipe nationale de Suède, pays dans lequel elle réside depuis plus de quinze ans, mais garde cependant sa nationalité néerlandaise.
Lors de la saison 2016-2017, elle marque ses premiers points en Coupe du monde lors de l'étape d'Oberfof où elle se classe 10e du sprint, 14e de la poursuite et 15e de la mass-start.
Handicapée par une mononucléose lors des saisons suivantes, elle apparait seulement en IBU Cup tout au long de l'année 2019, montant sur le podium à Arber en janvier. Elle prend sa retraite sportive en 2020.

## Palmarès

### Championnats du monde
| Nat.     | Édition \ Épreuve | Individuel | Sprint | Poursuite | Mass start | Relais | Relais mixte |
| Pays-Bas | 2012 Ruhpolding   | 91e        | 114e   | —         | —          | —      | —            |
| Pays-Bas | 2013 Nové Město   | DNF        | DNS    | —         | —          | —      | —            |
| Pays-Bas | 2015 Kontiolahti  | 96e        | DNF    | —         | —          | —      | —            |
| Suède    | 2017 Hochfilzen   | —          | 44e    | 57e       | —          | —      | —            |

Légende :
- — : non disputée par Chardine Sloof

### Coupe du monde
- Meilleur classement général : 54e en 2017.
- Meilleur résultat individuel : 10e.

#### Classements en Coupe du monde
Représentant les  Pays-Bas :
| Saison    | Classement général final | Individuel | Sprint | Poursuite | Mass start |
| 2010-2011 | nc                       |            | nc     |           |            |
| 2011-2012 | nc                       | nc         | nc     |           |            |
| 2012-2013 | nc                       | nc         | nc     |           |            |
| 2013-2014 | nc                       | nc         | nc     | nc        |            |
| 2014-2015 | nc                       | nc         | nc     |           |            |

Représentant la  Suède :
| Saison    | Classement général final | Individuel | Sprint | Poursuite | Mass start |
| 2016-2017 | 54e                      | 70e        | 58e    | 59e       | 40e        |

### Championnats du monde junior
- Médaille d'or de la poursuite et de l'individuel en 2012.

### IBU Cup
- 1 podium.